# 襄陵県 (漢代)
襄陵県（じょうりょう-けん）は中華人民共和国山西省にかつて存在した県。現在の臨汾市襄汾県北部の古城村一帯に相当する。
前漢により設置され、南北朝時代、北斉により廃止された。同地域に隋朝により同名の襄陵県が設置され、1954年まで存続したが、これは別県である。